# کامیلا سوسا ویادا
کامیلا سوسا ویادا (به انگلیسی: Camila Sosa Villada) (زاده ۲۸ ژانویهٔ ۱۹۸۲) بازیگر، نویسنده، خواننده آرژانتینی است.
او یک زن ترنس است.